# Tannhäuser (ópera)
Tannhäuser (pronunciación en alemán: /ˈtanˌhɔʏ̯zɐ/, título completo Tannhäuser und der Sängerkrieg auf Wartburg, Tannhäuser y el torneo de canto del Wartburg) es una ópera en tres actos con música y libreto en alemán de Richard Wagner, basada en dos leyendas alemanas. Wagner utilizó principalmente dos historias que aparecen en la obra de Ludwig Bechstein, entre otras fuentes: una de ellas es la leyenda del caballero Tannhäuser y la otra es la llamada Der Sängerkrieg auf der Wartburg, es decir el «concurso de canto del Castillo de Wartburg». Los temas principales de la ópera son la lucha entre el amor sagrado y profano, y la redención a través del amor, tema dominante en gran parte de la obra de Wagner. Es la quinta ópera de Wagner. El libreto fue escrito entre 1842 y 1843 y la música entre 1843 y 1845.
Wagner dirigió el estreno en Dresde en 1845, no alcanzando las expectativas esperadas debido a un reparto inadecuado. El tenor que encarnó al protagonista, Joseph Tichatscheck, aunque estaba dotado de magnífica voz, poseía escasas dotes dramáticas, en uno de los roles más difíciles de la Historia de la ópera. Lo mismo podía decirse de Johanna Wagner, sobrina del compositor, interpretando a Elisabeth: de fresca voz, era demasiado joven para comprender los recovecos del temperamento de la protagonista. Wilhelmine Schroeder-Devrient, vieja gloria en declive, se vio superada vocal y dramáticamente por el papel de Venus.
Factores que también influyeron fueron su duración (algo más de tres horas) y su complejidad dramática, pues aunque conservaba aún algunos vestigios de la ópera a números, se articulaba en torno a la melodía infinita. Aunque Wagner se sintió tentado a hacer cortes, finalmente los desaprobó.
En 1860 Wagner emprendió una revisión de la obra para su representación en París un año más tarde, a instancias de la princesa de Metternich, denominada Versión de París, en contraposición a la Versión de Dresde. La Obertura y primera escena fueron enlazadas en 1875, en lo que se conoce como Versión de Viena. De las posibles combinaciones que ofrecen han surgido otras versiones intermedias, sobre todo en el contexto de los montajes de Wieland Wagner en el Festival de Bayreuth.
En el Metropolitan Opera se estrenó el 17 de noviembre de 1884, habiéndose estrenado en Estados Unidos en Nueva York el 4 de abril de 1859.
En España se estrenó el 11 de febrero de 1887, en el Gran Teatro del Liceo de Barcelona, cantada en italiano y en la versión de París.
En Buenos Aires, Argentina se estrenó el 21 de julio de 1894 y en el Teatro Colón en 1909 con la compañía italiana de Luigi Mancinelli con Hariclea Darclée y Alessandro Rosanoff.
La ópera es una de las integrantes del Canon de Bayreuth.
Esta ópera figura en el puesto 53 de entre las 100 más representadas en el periodo 2005-2010, según las estadísticas de Operabase, siendo la 14.ª en Alemania y la sexta de Wagner, con 82 representaciones.

## Fuentes de la obra

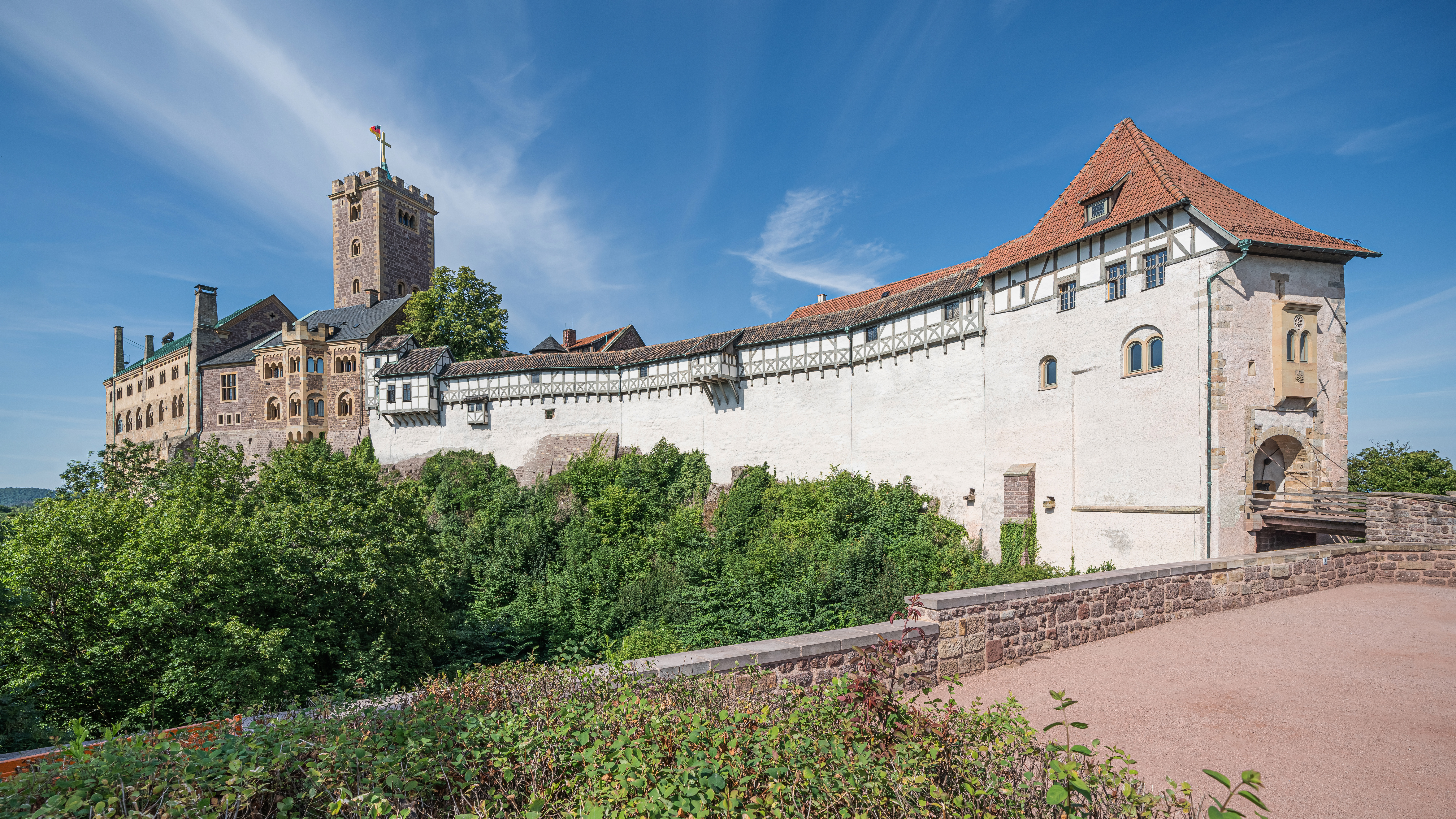
Vista del Castillo de Wartburg en Eisenach, Alemania.

## Argumento

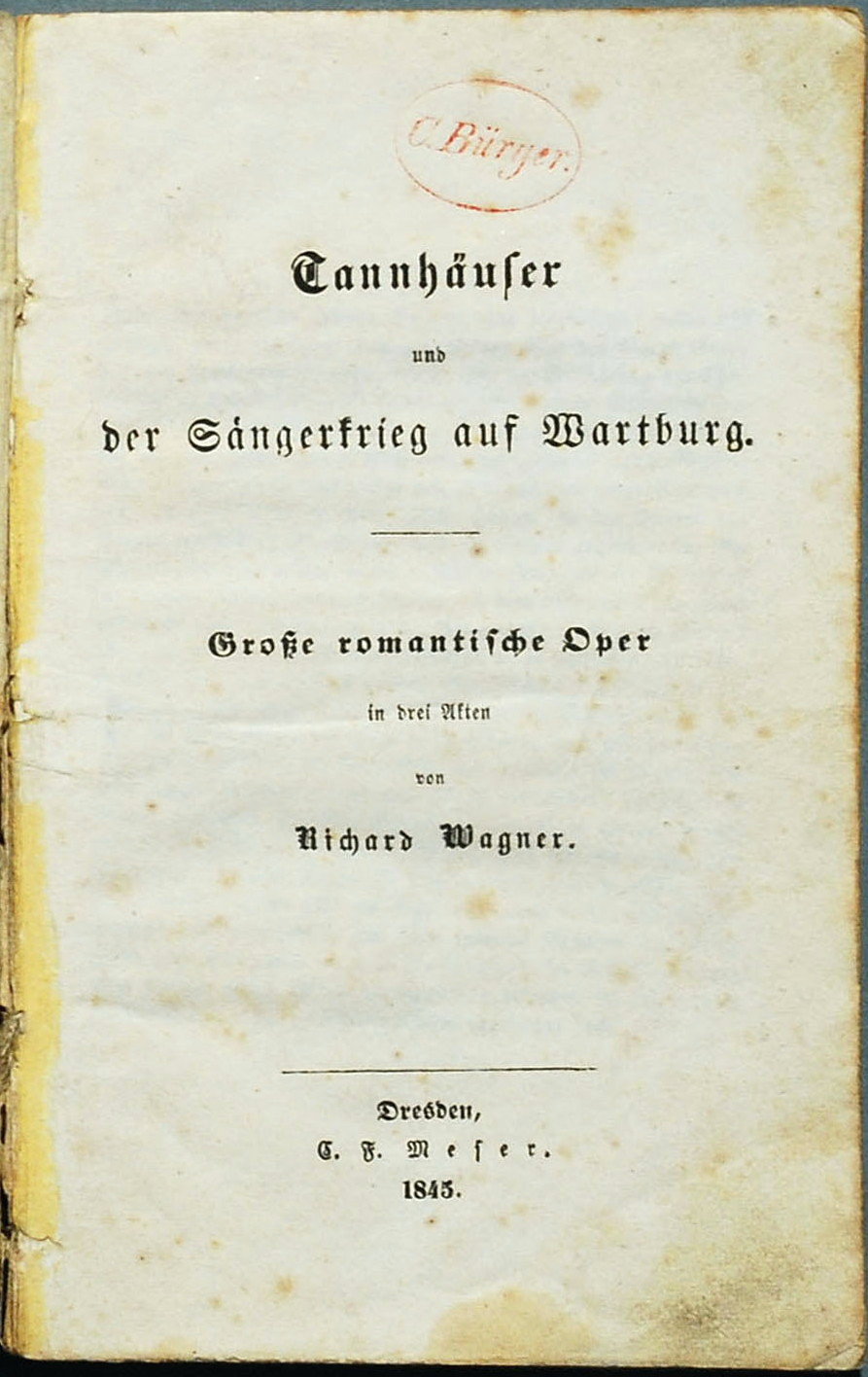
Dresde, 1845.

## Análisis del argumento

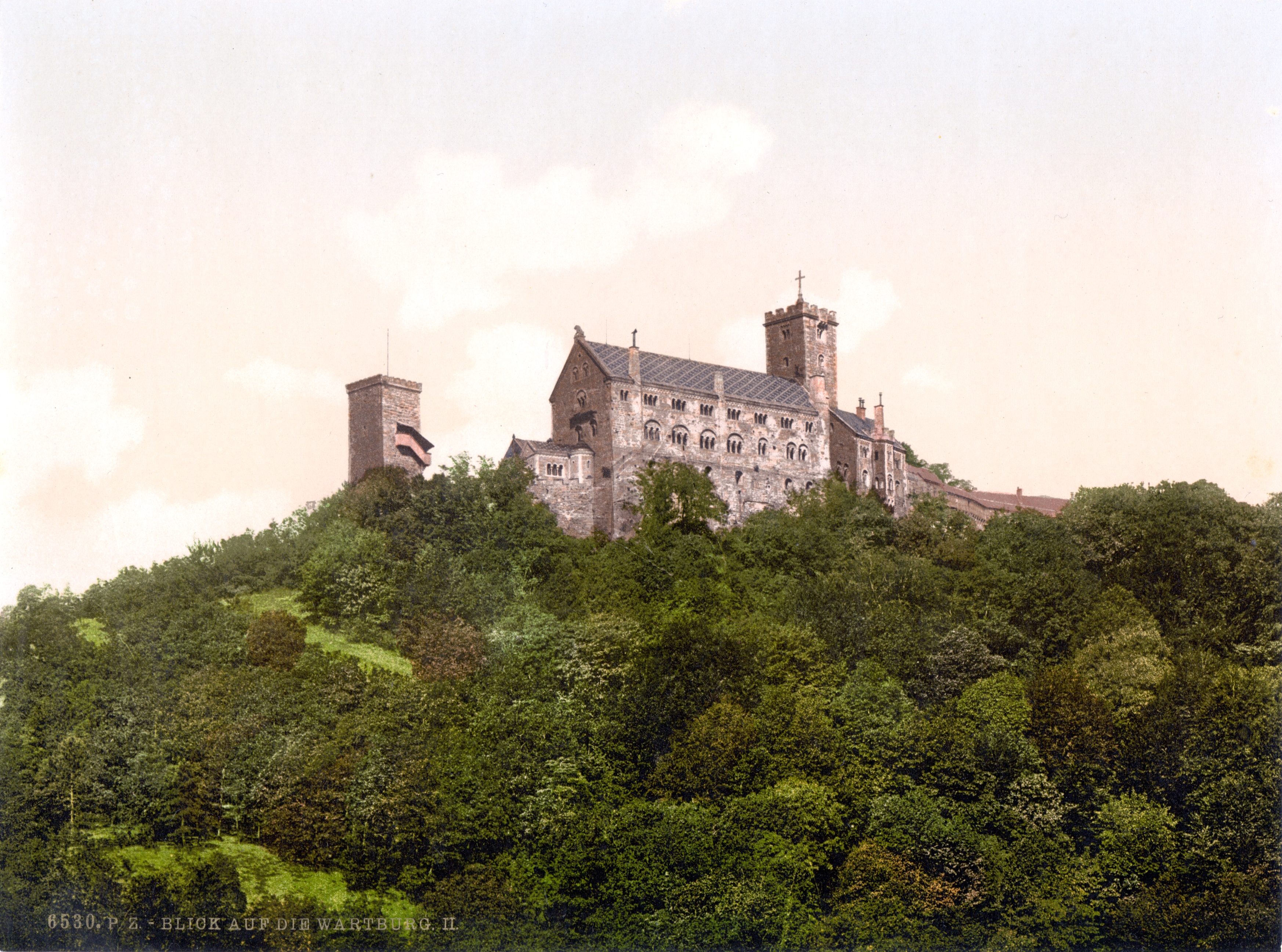
El Wartburg.

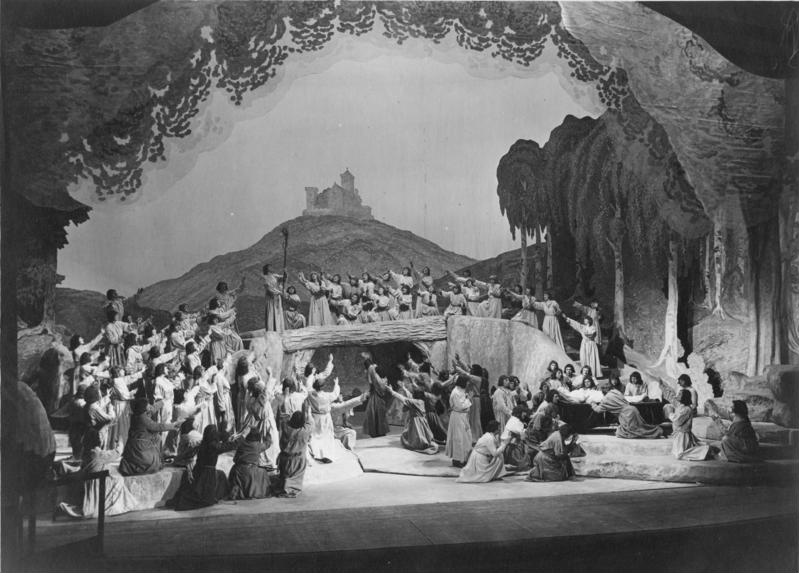
Bayreuth, 1930.

### Obertura

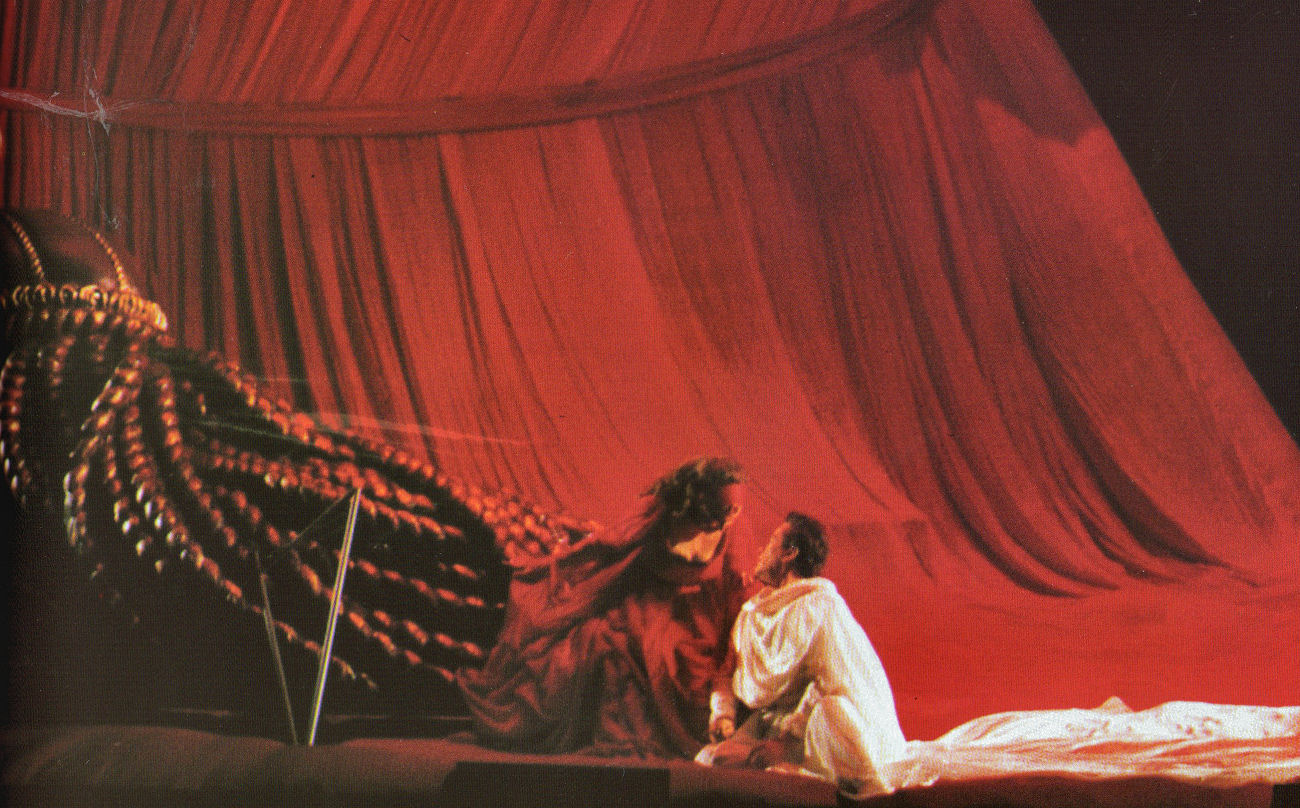
Producción de Werner Herzog, Sevilla, 1997.

## Versión de París

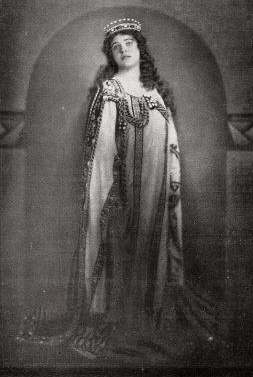
Lotte Lehmann como Elisabeth.